# جون فاي (كاتب)
جون فاي (بالإنجليزية: John Fay)‏ هو كاتب مسرحي وكاتب سيناريو بريطاني، ولد في 1950.

## وصلات خارجية
- جون فاي على موقع IMDb (الإنجليزية)
- جون فاي على موقع ألو سيني (الفرنسية)
- جون فاي على موقع قاعدة بيانات الفيلم (الإنجليزية)